# Fabio Firmani
Fabio Firmani (* 26. Mai 1978 in Rom) ist ein italienischer ehemaliger Fußballspieler. 

## Karriere

### Im Verein
Fabio Firmani startete seine Karriere als Fußballer im Jahr 2000 beim italienischen Erstligisten Vicenza Calcio. Dort ist er mit 23 Einsätzen bereits in seiner ersten Profisaison regelmäßig zum Einsatz gekommen, wechselte jedoch bereits in der Rückrunde zum Zweitligisten Chievo Verona, für das er nur einen Einsatz in sechs Monaten verbuchen konnte. 
Es folgte ein weiteres einjähriges Gastspiel in Liga 1 beim FC Bologna ehe Firmani für ebenfalls ein Jahr in die Serie B zum SSC Venedig ging. Dort kam er wieder regelmäßig zum Einsatz. Auch die nächsten beiden Jahre beim Zweitliga-Konkurrenten Calcio Catania verliefen befriedigend für ihn.
Dort konnte er sich auch für ein Engagement beim Erstligisten Lazio Rom empfehlen, wo er seit Sommer 2005 unter Vertrag stand. Allerdings gehört Firmani auch bei Lazio nur zum Kreis der Ergänzungsspieler und der Erstliga-Durchbruch gelang ihm dort nicht. Im Sommer 2011 verließ er Italien und wechselte zu Shaanxi Chanba nach China.

### In der Nationalmannschaft
Fabio Firmani spielte für Italiens U-21 bei der U-21-Europameisterschaft 2000 in der Slowakei, wo seine Mannschaft unter Trainer Marco Tardelli den Titel gewinnen konnte.
Für die italienische A-Nationalmannschaft kam er bisher nicht zum Einsatz.

## Erfolge
- U-21-Europameister: 2000